# Довженко Ольга Анатоліївна
О́льга Анато́ліївна Довже́нко (* 7 жовтня 1963 — † 24 травня 1994) — українська художниця.

## Біографічні відомості

Ольга Довженко. Натюрморт із кабачками

Донька художника Анатолія Івановича Довженка та скульптора Ірини Павлівни Довженко.
Ольга Довженко закінчила художню школу, 1988 року — Київський художній інститут (нині НАОМА — Національна академія образотворчого мистецтва і архітектури).
Брала участь у республіканських художніх виставках, у міжнародних графічно-живописних пленерах у Кельцях (Польща) та Вінниці.
Трагічно загинула в травні 1994 року.

## Вшанування
У 2000 році у Вінниці за підтримки Вінницької організації Національної спілки художників України для увічення пам'яті художників Анатолія Довженка та Ольги Довженко створено Музей родини Довженків.

## Творчість
Будучи студенткою, проходила виробничу практику в Очакові на Чорному морі. Для творів Ольги Довженко, написаних під час цього живописного пленеру, характерні гра кольорів на морській поверхні, силуети кораблів на рейді («Сейнери», «Очаків. У порту»), наповненість картин прозорим повітрям та яскравим сонячним світлом («Юні моряки», «Скелі та море»).
Ольга Довженко — майстер натюрморта («Мак», «Натюрморт із кабачками»).